# Hanna Sarkkinen
Hanna Maria Katariina Sarkkinen, née le 18 avril 1988 à Oulunsalo, est une femme politique finlandaise, membre de l'Alliance de gauche.

## Biographie
Hanna Sarkkinen est titulaire d'une maîtrise en philosophie avec une spécialisation en histoire des idées.
Elle est diplômée de l'université d'Oulu au printemps 2014,
Hanna Sarkkinen a travaillé comme vendeuse et secrétaire d'organisation, ainsi que dans des emplois d'été au ministère des Affaires étrangères.
En plus du finnois, elle parle couramment l'anglais, le suédois et le français.

## Carrière politique
Députée finlandaise depuis avril 2015, elle est, le 29 juin 2021, nommée ministre des Affaires sociales et de la Santé du Gouvernement Marin,,.

## Résultats électoraux
| Élections municipales finlandaises | Élections municipales finlandaises | Élections municipales finlandaises | Élections municipales finlandaises | Élections municipales finlandaises |
| Année                              | Lieu                               | Voix                               | Résultats                          |                                    |
| ---------------------------------- | ---------------------------------- | ---------------------------------- | ---------------------------------- | ---------------------------------- |
| 2008                               | Oulu                               | 125                                | remplaçante                        | [ 7 ]                              |
| 2012                               | Oulu                               | 1 312                              | élue                               | [ 8 ]                              |
| 2017                               | Oulu                               | 3 624                              | élue                               | [ 9 ]                              |

| Élections législatives finlandaises | Élections législatives finlandaises | Élections législatives finlandaises | Élections législatives finlandaises | Élections législatives finlandaises |
| Année                               | Lieu                                | Voix                                | Résultats                           |                                     |
| ----------------------------------- | ----------------------------------- | ----------------------------------- | ----------------------------------- | ----------------------------------- |
| 2011                                | Oulu                                | 3 278                               | remplaçante                         | [ 10 ]                              |
| 2015                                | Oulu                                | 9 582                               | élue                                | [ 11 ]                              |
| 2019                                | Oulu                                | 11 153                              | élue                                | [ 12 ]                              |

| Élections européennes | Élections européennes | Élections européennes | Élections européennes | Élections européennes |
| Année                 | Voix                  | Résultats             |                       |                       |
| --------------------- | --------------------- | --------------------- | --------------------- | --------------------- |
| 2014                  | 7 342                 | non élue              | [ 13 ]                |                       |
| 2019                  | 10 941                | non élue              | [ 14 ]                |                       |